# Jørgen Vagn Pedersen
Pour les articles homonymes, voir Pedersen.
Jørgen Vagn Pedersen, né le 8 octobre 1959 à Copenhague, est un coureur cycliste danois.

## Biographie
Professionnel de 1984 à 1990, Jørgen Vagn Pedersen a notamment remporté une étape du Tour de France 1985. L'année suivante, il porte le maillot jaune pendant 5 jours grâce à sa présence dans un groupe d'échappés arrivé avec plus de deux minutes d'avance sur le peloton lors de la septième étape. En 1987, il participe au Tour de France avec l'équipe Carrera aux côtés du vainqueur Stephen Roche.

## Palmarès sur route

### Palmarès amateur
- 1977
  -  Champion du Danemark du contre-la-montre juniors
  - 2e du Dusika Jugend Tour
  - 2e du championnat du Danemark sur route juniors
  - 2e du championnat des Pays nordiques du contre-la-montre par équipes juniors
- 1978
  - 2e du championnat du Danemark du contre-la-montre
- 1979
  - 2e du championnat du Danemark du contre-la-montre
- 1980
  - Champion des Pays nordiques sur route
- 1981
  -  Champion du Danemark sur route
  - 3e du championnat du Danemark du contre-la-montre
- 1982
  - 5e étape de la Semaine bergamasque
  - 4eb étape du Tour des régions italiennes
  - 3e du championnat du Danemark du contre-la-montre
- 1983
  -  Champion du Danemark du contre-la-montre
  - 2e du Gran Premio Palio del Recioto
- 1984
  -  Champion du Danemark du contre-la-montre
  - Milan-Tortone
  - 2e, 4e et 5eb (contre-la-montre) étapes du Tour de la Vallée d'Aoste
  - 2e du Tour de la Vallée d'Aoste
  - 3e du Grand Prix François-Faber

### Palmarès professionnel
| - 1984 - 8e du Tour de Lombardie - 1985 - 1re étape du Tour d'Aragon - 9ea étape du Tour de Suisse (contre-la-montre par équipes) - 10e étape du Tour de France - 3e du Tour d'Aragon - 1986 - 6e étape de Paris-Nice - 2e du Tour du Danemark | - 1987 - 1re étape de Paris-Nice (contre-la-montre par équipes) - 2e étape du Tour de France (contre-la-montre par équipes) - 1988 - Klasika Primavera - 2e étape du Tour d'Espagne (contre-la-montre par équipes) |

## Résultats sur les grands tours

### Tour de France
4 participations
- 1985 : 50e, vainqueur de la 10e étape
- 1986 : 77e,  maillot jaune pendant 5 jours
- 1987 : 68e, vainqueur de la 2e étape (contre-la-montre par équipes)
- 1988 : 26e

### Tour d'Italie
2 participations
- 1986 : 44e
- 1989 : non-partant (13e étape)

### Tour d'Espagne
2 participations
- 1988 : 43e, vainqueur de la 2e étape (contre-la-montre par équipes)
- 1990 : 67e

## Palmarès sur piste

### Jeux olympiques
- Los Angeles 1984
  - 5e de la poursuite

### Championnats du Danemark
- 1983
  -  Champion du Danemark de poursuite individuelle
  -  Champion du Danemark de poursuite par équipes (avec Michael Marcussen, Dan Frost et Brian Holm)

- 1984
  -  Champion du Danemark de poursuite individuelle
  -  Champion du Danemark de poursuite par équipes (avec Michael Marcussen, Dan Frost et Brian Holm)

### Six jours
- 1987
  - 3e des Six Jours de Copenhague (avec Jesper Worre)
- 1988
  - 3e des Six Jours de Copenhague (avec Jesper Worre)

## Récompenses
- Cycliste danois de l'année en 1982